# 明朝經濟
明朝中國一開始是一個以農業為主的社會，到了約中晚期之後，製造業、商業、對外貿易興盛，促使社會發生快速且深入的變化和擴張等。在明朝晚期，中國的農業商品化，家庭手工業、城鎮手工業發達，跨地區交通發達、物產流通，國內外商業貿易非常活躍，都市化程度更加明顯提升。 不過，不同地區的發展差距巨大；有的地區發生前所未有的變化，有的地區社會經濟發展落後，而維持長期以來之狀態。
明朝中國某些地區快速而規模龐大的經濟發展，深刻的影響了社會運作方式和思想的變化。如崑曲、明朝服飾、園林建築等文化，以及明朝晚期思想（如心學等主張在知識分子與普通大眾間之廣受歡迎）、文學（通俗文學等）等之發展，很可能深受經濟發展影響。
明朝中國之國內生產毛額，據估計在1500年佔全球國內生產毛額總額之25%，在1600年佔29%。
明朝之人口變化等，被認為與經濟發展有重大關係。

## 貨幣
明朝初期嘗試使用紙幣大明寶鈔，但由於海禁政策等，貴金屬條的外流受限。大明寶鈔經歷了大規模的偽造和惡性通貨膨脹。洪熙元年（1425年），大明寶鈔的交易價格約為洪武皇帝時期原值之0.014%。
15世紀中葉，流通白銀的匱乏，導致通貨緊縮和以物易物的廣泛回歸。 後來，透過取得來自日本（大多由葡萄牙和荷蘭貿易者運來）和波托西之白銀（由馬尼拉大帆船船隊運來），這個問題獲得緩解。稅賦被要求以白銀支付；先是1465年之省稅，再來是1475年之鹽稅，以及1485年之徭役等。在明朝晚期，白銀在中國境內的流通量非常巨大；鄭芝龍等經營之商船隊經常從事於金額達百萬兩白銀之交易。在17世紀中葉，當西班牙國王費利佩四世實施法律限制西班牙所屬南美洲地區與中國之間之直接貿易，以及德川幕府開始實行鎖國政策，斷絕日本白銀之出口後，中國的白銀價格急速升高，使得使用白銀繳稅在多個省份成為問題。

## 稅收
明朝的稅收相對輕。農業稅比率僅為產量的1/30，後來降至1/50。商業稅則是1/30，後來降為1.5%。這些低稅收刺激了貿易，但嚴重削弱國家財政。鹽是國家收入的重要來源，但需要持續有效的管理。隨著17世紀小冰期的發生，國家財政收入低下，無力提高稅收，導致巨額赤字，大批軍人因領不到薪資而逃離或叛亂。
明太祖朱元璋關於由向國家納稅的小農組成的農村的願景，始終只是一個烏托邦。強大而富有的地主逐漸控制耕地，農民必須向其支付租金，而向國家繳納的稅收則保持在原先之水平。 許多擁有權勢者之土地被允許不必徵稅。財政有關部門開始尋求收入來源；對新施肥的土地，以及荒地、沼澤和鹽沼等先前未徵稅之土地之各種減免被取消。
小農無法維持生計，其土地被放債者和地主奪去。 國有土地也開始出售，但由於非法出售，其價格低了十倍。在這些買賣中，村長和下級官員處於有利地位，有能力操縱官方記錄。 由於大規模遷徙和試圖逃避稅收負擔，尋求土地出租或任何其他工作、工匠和旅行商人之無家可歸者人數增加。 在明朝中期，政府已放棄將流動人口送回家鄉之嘗試，並讓地方當局在流動人口之居住地登記（並徵稅）。 最終，富裕的地主和商人對佃戶、僕人和短期農民工的控制地位被確立。這與明太祖朱元璋嚴格遵守穩定原則之理想（如四民之有關想法）相去甚遠。

## 工資勞動之出現
明朝政府廢除歷代強制農民勞動之制度，代之以僱傭勞動。一個新的僱傭工人階級湧現。景德鎮一度有不少於300家陶廠全由僱傭工人經營。 同時，佃農和自由農民仍是主要勞動力。

## 農業發展
明朝初期，為使社會復原，洪武皇帝制定了有利於農業發展之政策；政府大力支持灌溉系統之建設，又將農業稅賦減至產值之1/30（後又減至產值之1.5%）。多種創新技術被使用，如以水力驅動之犁、輪作等。巨大之農業經濟剩餘開始產生，形成市場經濟之基礎。
為使被元末動亂破壞之社會恢復，政府透過各種方式支持農業生產。國家大力投資基礎設施，修復水利灌溉設施，並降低稅收。 移民自人口稠密之南方省份遷居遭破壞之北方省份，起初是非自願，但後來政府放棄強制遷徙政策；除土地外，移民還獲得種子和設備，包括役畜。 新施肥土地上的農民享有稅收減免。在邊境和戰略要地建立了農民村（參看衛所制），以為軍隊提供食物，並被要求在戰爭發生時受徵召。
經過幾代人之努力，農業已達較高水平，農民擁有廣泛的知識，使用春化、輪作、施肥和灌溉、不同土壤的特殊耕作方式等，考慮作物之間的關係，在同一片田裡種植多種作物。 在1400年，灌溉設施遍及30%之耕地（即2,470萬公頃中之7.5公頃）。 經濟作物的種植量增加，特別是棉花；隨著棉花產量增加，它取代麻成為衣服製作的主要原料。
農民引進新品種之水稻。原先，水稻在移植後150天成熟，11世紀初進口的占城稻在移植後100天成熟，而15世紀初培育的新品種僅需60天即可收穫，而16世紀的品種甚至在50天後即可收穫，這使得每年可以收穫兩次以上。 稻米一年兩次收成的普及速度很緩慢。
憑藉其知識和方法，出現可觀之產量；在12世紀，其小麥和大麥收成是播種量之十倍，水稻的收成甚至更多。另一方面，在中世紀之歐洲，收穫量約為播種量之四倍（甚至更少），這一比例直到18世紀才開始增加。 但是，農民使用的工具仍簡單、原始，勞動力的成本低廉和可用性高，降低了對技術進步的需求。
大米一直是窮人的主食，但在1560年左右地瓜自美洲被引進中國後（參看哥倫布大交換），逐漸被取代。此外，玉米、馬鈴薯、花生等也自美洲被引進中國，導致原先不適合種植之土地也開始被用於耕作。 新引進之作物與原先之小麥、水稻和小米等之種植，支持了人口增長所需之營養需求。 雖然，米在人們飲食中的比重緩慢下降（17世紀初仍約為70%），自美洲引進之新作物經過數個世紀才更加普及。
開國皇帝明太祖朱元璋試圖推行理想化的儒家經濟模式，認為農業是財富的主要來源；他認為理想的生活模式，是在一個幾乎完全自給自足的社區中的農民生活，其居民不會被迫遷徙，除納稅外不會與當局接觸。他竭盡全力確保農民過著如此生活。 在明朝末期經濟社會基礎已發生巨大變化後，仍有知識份子對此深信不疑。

### 市場經濟
隨著人口增加，優質土地減少，農民只好以經濟作物為生，許多市場出現在農村，以進行買賣交易或以物易物。
都市與農村間的市場也開始出現，將農村商品賣給城市居民，特別是當地主居住在城市，並利用農村土地的收入來促進在城市的交易；同時，專業商人大量搜購農村產品向都市地區銷售。
在宋代即已出現之全國性農產品市場繼續發展。這種市場不僅涉及上述之交易，也涉及直接為市場生產之產品。許多農民開始生產自用以外，目的在於販售至市場獲利之產品。

### 商業農場之出現
明朝出現大規模生產茶葉、水果、漆和其他經濟作物等之農場。建立於明朝之區域生產模式一直延續到清朝。

### 耕地所有權

#### 前期
在元末戰爭中，明政權取得大量土地之控制權。 佛教和道教寺院的大量財產也被沒收，數十萬僧人還俗。 整體而言，政府擁有之耕地比例達三分之二；南部以私有土地為主，北部以國有土地為主。凡是佔有比足夠耕種之土地更多之人，按法律會被施以懲罰，多出之土地也會被沒收。
大部分國有土地被分配給農民永久使用。 國有耕地被允許繼承，但禁止出售。
出於稅收目的，政府編製魚鱗圖冊。

#### 後期
從15世紀末開始，大地主的財富和政治影響力不成比例地增長，而小農的生活則變得更加困難。 先前由小農使用的國有土地和私人土地都被富人控制並用以獲利。 新的富裕階層包括貴族、官宦、富商，以及貴族之莊園管理者等；個別莊園規模相當龐大。
成功的地主崛起於原本同質化的農民農場中；貧困農民的土地被其富裕鄰居和債權人收購，這些鄰居同時積極參與於地方政治事務等。
江西、浙江、廣東、湖南、湖北等省份是土地私有化進展最為集中的省份，同時也是經濟發達地區。 在邊境地區，軍事定居點的土地，落入軍事指揮官和其他有影響力的人的控制下。官員抱怨有人透過不誠實的手段將土地轉移私人，但因屬富裕地主階級，只能進行口頭譴責。然而，由先前的農民演變成之佃戶，繼續承擔對國家之稅賦。 土地的主要「吸收者」是皇室成員、後宮女性成員和太監等；他們奪取了國有和私人土地，有關活動獲官方准許。 自1456年起，皇帝們開始將個人財產自國有土地中分割；明朝末年，其數量已達約三百個，其中首都地區有五個，佔地超過百萬畝。 15世紀末，許多皇室成員開始建造大型莊園。有功的達官貴人受皇帝賜與土地，面積經常為數萬至數十萬畝；有時，使用被贈與國有土地之農民，因此成為佃戶。
在16世紀末，南方各省原先之國有土地，除學校附近少量土地外，已多轉為私人所有；田地原先之主人小農也被佃戶所取代，但與北方的情況相比，對小農財產的蠻橫驅逐和沒收之情況卻很少發生。
大莊園通常被分成小塊土地，出租給各個家庭；地主由此獲得租金。只要獲得租金，地主就不太關心農民的處境、勞動生產力或農作物歉收等；毋需改進技術，也毋需使用僱用勞動力，強迫依賴該些土地之農民即可滿足。這些地主階層是社會中強烈保守的組成部分。
地主自佃戶收取報酬，但他們自己通常免稅。由此產生的國家收入減少，是透過將稅收負擔轉移給其他人口以解決。對新地主的服從，以及稅收的增加，都損害了富農和那些仍然擁有土地，並引入新的、更合理的耕作方法的地主。此類「封建化」之過程，阻礙農村之現代化趨勢。
在衛所制瓦解殆盡後，來自軍事定居點的國庫收入（最初幾乎佔國家農業收入之三分之二）下降到最初規模之十分之一。同時，直接向國家納稅的小農階層實際上瓦解，取而代之的是依賴大地主之佃農；除了人頭稅之外，大多一般人不再直接納稅，而是為地主履行納稅義務。佃農支付的租金相當於收成之一半。
由於農民納稅人數減少，以及以國庫支用生活花費之人口增加，明朝當局財政短缺；出售佛寺土地等一次性作法不再有顯著效果。 萬曆皇帝等試圖獲得額外收入的行動，也遭到來自地方官員等之抵制。
商人能透過改變市場和貿易路線，來抵制官府各種徵收財物之嘗試。剩下可行作法，是增加農民的稅收，私人土地所支付之金額，上升至國有土地使用者之水平。廣大群眾（對明政權）之不滿隨之產生。
失去土地之農民，尤其是在北部和中部省份，紛紛前往山區成為土匪。大規模的叛亂發生。長期的騷亂也影響四川省和山東省。 農民運動通常是自發性且無明顯組織，沒有明確表達之目標與口號。農民鬥爭之對象是地方政府、大地主和信貸提供者之壓迫。有時，農民也獲得來自礦工、士兵和貧窮城市居民之支持；該類運動屢次由受過較多教育之中產階級成員領導。
（農民）叛亂在陝西、甘肅、山東和河南部分地區尤其常見。在中國西南地區，當地之苗族和瑤族群眾多年來一直反抗明朝政權。儘管偶爾有減稅等讓步，但農民騷亂浪潮卻愈演愈烈，甚至導致明朝政權瓦解。

## 地區發展
明朝中國可以分為幾個不同的地區。南北大致以淮河為邊界。在中國北方，農業以小麥和小米的種植為基礎，往往將土地整合成更大的莊園。農民居住在由陸路網絡連接的緊湊村莊中。在元末戰爭後，北方人口銳減，因此傳統上密集的地區網絡使當局能夠對人口進行更大的控制。北方的重要經濟因素包括15世紀初期恢復之大運河，沿線發展了許多城鎮；從1420年代開始，北京成為一座新的大都市，在北京周圍和國家北側邊境有數十萬人組成之軍隊。 在北方，基本的運輸工具是相對緩慢的馬車，而在南方，運河、河流和湖泊的普遍分佈，使得透過船隻廉價而快速地運輸貨物成為可能。
在南方，水稻是主要作物，需要較多人力，育苗、播種、除草和收割仍完全依靠手工，役畜僅用於犁地。 南方乃至整個中國最發達的地區是江南，大致包括浙江省和當時的南直隸以南（今安徽和江蘇南部）。 江西、湖廣兩省向江南供應稻米，但水道以外地區仍相對落後。江西在明朝失去昔日之重要性，由於人口過剩，居民遷徙到湖廣，湖廣的中心從江陵（今荊州）變成武昌（參看武汉历史#元明清）。 在福建，人們透過海上貿易致富；當地土地短缺。在明朝之大多時候，廣東與中國已開發地區的經濟聯繫仍然很弱。四川是帝國相對獨立的外圍地區。雲南和廣西（在經濟方面）也相對不重要。
隨著貿易路線和經濟生活中心的變化，四川、陝西等地區退居次要地位。 絲路重要性的喪失導致開封、洛陽、成都和西安的衰落，這些城市遠離主要貿易路線。 東南沿海省份和長江、大運河沿線地區成長顯著。新城市沿著水道崛起，如天津、濟寧、常州、松江等。

### 明朝晚期
在明朝晚期，江南地區、大運河沿岸地區、長江流域，以及東南沿海地區，是經濟活動相對發達的地區。在江南地區，又以蘇州地區的發展程度最高；該地區的核心是蘇州城，在蘇州城一帶，市場交易活動興盛，聚集且連續之店鋪一直延伸到楓橋地區。震澤鎮由於絲織業之發展，在嘉靖年間發展成一個有約一千個家戶的城鎮。 盛澤鎮在16世紀中葉有約一百個家戶，以販售錦綾為主要產業；在16世紀末，該城鎮成為周圍地區所製織品的集散地，牙行數量在一百至一千家左右之間，人口密集且多。嘉定縣成為棉紡織業之中心，其銷售地區包括杭州、徽州、臨清、濟南、河北、遼東、山西、陝西等；因交易量巨大，周圍之新涇鎮、高橋鎮等因而成為嘉定縣棉紡織製品之主要集散地。在16世紀末，此類城鎮出現在嘉定縣境內各地。 明代中葉之嘉興縣濮院鎮也是一個類似的案例。
在16世紀，南京已經發展成中國最主要的商業城市之一，市場呈現出專業集中化之現象。隨經濟持續發展，市區愈加繁榮，店鋪數量增加，且愈來愈多主要店鋪之經營者來自外地。地價上漲之現象也開始出現於當地，由是出現私自於政府闢建之道路上修築違章店鋪建築等之現象。
在16世紀至17世紀，華北地區的經濟也逐漸發展。山西潞安以製造販售「潞紬」為主要產業，其市場遍佈當時中國各地；當時，潞安府城一帶從事有關行業的家戶數量以數千計，紡織機之數量達約九千多張，若包含長治、高平、潞州衛等地區，紡織機之數量達約一萬三千張。
在棉紡織業方面，華北地區是棉花主要產地，山東、河南等地區所產之棉花，經常透過運河船運輸送至南方地區；南方地區將之製造成棉布後，再透過相同之運河輸送往華北。
在礦冶、鑄造等行業方面，陝西華州柳子鎮成為礦冶產業之中心，爐場數量達數百個，數千至數萬人從事於有關工作，鐵匠行鋪達三千家左右。河南魯山縣產鐵礦，煉爐達一百一十餘座，並將原料鑄造成各種器皿販售。
16世紀後期，張瀚根據自身觀察與經驗，寫下〈商賈紀〉一文，表示位於交通要道上之地區，因經商往來人士眾多，商業發達而城鎮發展；以河北河間府為例，有來自南京、蘇州、臨清等地販賣高級絲織品之商家，有來自河南與天津販賣糧食之商家，有來自臨清與交河販賣鐵器之商家，有來自滄州、天津販賣鹽之商家，有來自真定販售木材之商家，有來自景德鎮和徽州販賣瓷器、漆器之商家，當地商業十分繁榮，可見連棟之華麗建築。
河南開封府成為商業貿易中心，交通連往周圍各地，有來自山東地區和長江流域等地之商販，店鋪接連不斷，販賣緞者居多，另有產自鄭州、輝縣、光州、固始之各種大米、來自四川之黃楊，來自福建之荔枝、松根、夏布，在臨清製造之首帕等。
在明朝中國之政治中心北京，貴族、官員、士人聚居於當地，人口逾百萬，生活用品皆依賴外地供應，但各地物產在當地幾乎都可以見到。商鋪聚集於宣武門、崇文門等城南地區城門外，商品種類非常繁多，品質也非常良好，其中又以製造於東南地區之手工業產品最受歡迎、價格最高、佔全部商品比例至少達一半；也因此，東南地區之商人積極地前往當地。

### 福建地區
福建經濟活動商業化、製造商規模較小，且海外貿易強勁。 1500年後，越南稻米品種引進使得一年得以兩次收穫。 該省人口過剩嚴重；在16世紀和17世紀之交，即使提高農業生產力和引進新作物（如蕃薯），也還是無法解決此問題。 因此，人們前往當地沿海地區，尋求以貿易謀生之機會，尤其是在16世紀。由於糧價高漲，17世紀該省南部甚至放棄棉花和絲綢之生產。
該省異常大比例之土地被分配給支持軍隊之農人（他們被政府分配25至30英畝之土地，這在當地超過了其生存需要）和佛教寺院（在一些地區高達數百畝）。 福建的獨特之處在於其高比例的缺少居住於城市之尋租地主，以及土地承租者的經營行為。
當地主要從事與中國以外地區之海上貿易，並與其他省份進行商品交易。 投資的重點是造船、都市住房，以及教育等。 在1500年之前，興化府的蔗糖製造產業已開始發展。陶瓷製造產業也有顯著發展。延平和建寧地區輸出紙張，並開採鐵礦和銀礦。漳州專產絲綢，晉江一帶專產茶葉。 1500年後，由於技術進步，福建在絲綢織物生產方面可與蘇州等地相媲美。明朝末年，菸草業也在當地確立。棉織品產業盛行於當地。 

### 湖廣地區
明朝初期，湖廣地區人口稀少，江西、江南移民紛紛湧入。為少數人口設定之稅收制度之惰性，有利於不斷增長之人口。 隨著人口增長，田地面積也隨之增加；1400年後，有關當局組織之大規模修建防洪渠道之活動在該地區北部（今湖北省）開始。 在該地區南側部分（今湖南省），防洪工事較為地方化，由當地紳士發起建造，大多位於洞庭湖周圍。 在15世紀中葉，該地區成為重要之稻米出產地。地主以向佃戶收取租金之形式取得盈餘。後來，該地區也輸出棉織物。
自16世紀初開始，該地區之貧富差距愈加擴大。原先之納稅人變得貧窮（並對不納稅之移民產生厭惡），同時，富裕地主藉由對水利灌溉工程之控制，向佃戶施加壓力。在外圍地區，官方控制薄弱，交通不便，大面積土地所有者建造巨大莊園，由移民管理並由私人武裝部隊控制，尤其是在南方和西部，漢人與少數民族發生衝突之處，形成了特定之「邊疆」社會。經一條鞭法等改革後，人口之經濟和社會地位仍存在變化，但趨於穩定。隨後，大地主之權力變得更加強大，移民逐漸減少。

### 廣東及西南省份
廣東、廣西和四川相對少參與跨區域貿易。

#### 廣東地區
在廣東，由於該省之邊疆性質，一種特定類型的土地權利由富有的佃戶轉租土地而發展起來。該地區之特點是有防禦工事的村莊，居住著有凝聚力的家族，這些家族的首領在政府之前代表家族，因此，家戶與國家沒有直接聯繫。 該地區之稻米產量較高，每年每畝產量約7至8噸。然而，其他作物的利潤更高，如甘蔗每畝可換得白銀14至15兩。 該省自15世紀起建立紡織廠，自江蘇和安徽進口絲綢和棉花作為原料。自嘉靖年間起，米自貴州、湖廣等地輸入廣東。16世紀，廣東開始種植菸草。茶葉產量也有所成長。佛山的煉鐵廠對當地出口來說很重要。

## 交通
為維持政權有效治理國家之交通基礎設施，刺激了貿易活動之產生。在明朝中期，長距離活動的商人增加，甚至賄賂政府快遞設施之管理者，以使用該些設施。明朝末期，大量的長途貿易，也刺激了描述貿易路線之旅行指南大量出現。
大運河的恢復和沿海航運的興起，也促進了貿易的高度發展。 15世紀晚期中國南方和大運河地區，以及15世紀和16世紀之交之大規模修建橋樑和道路，也促進了內部市場之發展。 在明朝早期，橋樑由國家和私人建造，而在中期，絕大多數新橋樑都是由商會資助興建。
中國北方和南方的交通性質也有所不同。長江以北主要是陸路交通，以南則是水路為主。 天然河流和運河上的水運，速度最快和且耗資相對低廉；這種方式載運的貨物量相對陸路運輸高出數倍。在陸地之良好道路上，一個輕型車輛可運輸約120公斤之貨物，行駛60公里之距離，一輛騾車可運載3噸之貨物，行駛約175公里之距離；相比之下，一般的穀物駁船可航行60公里之距離，因此，陸路車輛運輸被理解為缺乏河流運輸時之替代作法。

## 貿易

### 對貿易之管制
明朝初期，考慮到全國經濟在元末戰亂中受嚴重破壞，明太祖朱元璋主張嚴格管制貿易；他堅信傳統儒家觀點的正確性，即農業是經濟的基礎和價值創造的主要來源，因此大力推動農業發展，而不是包括商業在內的其他產業。朱元璋努力使用各種方法削弱富商之影響力，其中包括對當時商業和經濟中心蘇州及其周邊地區（今江蘇省東南部）徵收高額稅賦。 
只有註冊之商人才被允許在帝國各地旅行，為防止未經國家授權之商業活動，流動商人必須向地方政府報告其姓名和貨物內容，每月接受有關當局檢查。
根據朱元璋時期所訂下之法規，政府有責任監視商業活動，經商者必須持有旅行和貿易許可證。 對於多數商品，政府設定固定價格，不遵守該價格設定，就會受懲罰。 劣質商品也有沒收和鞭打相關肇事者之懲罰。 明朝初期政府也控制消費，富人和特權階級的消費受限制，因為考慮競爭會對社會凝聚力產生破壞性影響，並破壞國家之社會和經濟基礎。明朝政權對特權階級要求限制，在儒家道德觀中尋求正當性。物質利益和自私被拒斥。 政府對每個社會階層都設定消費限額。
反貿易政策的意識形態理由源自儒家有關「仁」概念的基本思想論述，貿易被認為與道德低下、貪婪等相關，市場和利潤被認為在道德上是錯誤的，在政治上令人反感。 元朝大規模跨地域貿易之高度發展，也被認定與其政權維持時間相對短暫有關。 在反商業情緒中，明朝初期統治者試圖與大多商業活動保持距離。 因此，在對外關係中，儒家思想的傳播被視為核心要務，貿易被忽略。 一些儒家思想主張者認為，政治權力是政府道德品質的結果，而不是經濟和軍事實力的結果。此外，一些儒家思想主張者認為基於各方平等的貿易，會使明朝中國自我貶低，而更偏好朝貢貿易。

### 對外貿易

#### 管理與限制
明太祖朱元璋對中國周邊地區不感興趣，無意征服之，只將重點限於國防等；他認為沒有必要在國外生產。相反，外國對與中國貿易非常感興趣；對中國商品之高度需求，帶來巨大之商業機會，但是，以「平等」的自由貿易滿足外國需求，與明朝初期政府之價值觀不相容。解決方案是禁止私人貿易，並以國家組織的朝貢交換取代。為此，政府設立管理機構（如茶馬市、市舶司等），商人必須複雜地由該些機構獲得有關貿易量和商品之許可和批准。
政府嚴格取締懲罰走私活動之肇事者。在西側國界（之交易），人們最多只被允許獲得被認定足夠使用一個月之茶葉。許多人無論地位高低，因違反有關禁令而被處死（或如安慶公主的夫婿歐陽倫被賜死）。
與中國以外地區之私人海上貿易關係也受嚴格管制，政府推出並實施海禁政策。與日本之貿易被限制於寧波港，與菲律賓地區之貿易在福州，與印尼地區之貿易在廣州。又如規定與日本之貿易之法定頻率是每十年一次，日本方面每次最多兩艘船三百人等。如此政策促使許多中國貿易商人參與於廣泛且違反法規之海上貿易活動。
對於貿易之嚴格管制，是保守地主支持之政策策略之一部分，他們構成了明朝初期國家之主導政治力量。 他們認為中國控制外國勢力之能力不取決於軍事或經濟實力，而主要取決於道德優勢；自由平等的商業交易中沒有道德優越感，因此他們拒絕自由貿易，並試圖以朝貢等方式取代。自由經濟活動被視為經濟失衡和社會兩極化之根源，因此有可能破壞自給自足之社會。具體的對外貿易比例，取決於當時之外交政策路線及社會政治情勢。

#### 海上貿易
在16世紀至17世紀，東南地區之海上貿易十分興盛。雖政府實施海禁政策，但貿易活動仍然持續。嘉靖年間，東南沿海商人與日本海盜聯合組成被稱作「倭寇」之武裝走私海運集團，與來自日本、歐洲等地之商人進行海上交易。
此時，正值地理大發現之興盛時期，西班牙、荷蘭、葡萄牙等國紛紛抵達中國大陸（東南）沿海地區，尋求貿易與殖民之機會。16世紀中葉至17世紀中葉，西班牙占據呂宋島等地、荷蘭占領臺灣本島等地、葡萄牙占據澳門，並以該些地區作貿易轉運據點，與來自中國之商人交易絲、瓷、棉布、糖品、水果等，其中又以絲和絲織品最受歡迎，因當時中國是少數品質較好之蠶絲來源之一，有關商品的利潤最高，獲利常達二倍以上。
西班牙方面因在美洲開採得大量銀礦並鑄成貨幣，以之與中國商人作為交易媒介。 因白銀大量進入中國以及財政需求等，明神宗朱翊鈞曾派遣官員前往西班牙所佔據之呂宋島勘查，甚至由此引發西班牙殖民者對當地漢人社群之強烈猜忌及屠殺。
中國大陸東南地區由此開始積累更多財富，並刺激當地手工業之高度發展。
自16世紀初開始從事海外貿易後，福建海澄縣月港由漁村快速發展為商業發達之市鎮；雖當時從事海外貿易違反朝廷之海禁政策，當地人非常積極從事於有關事業。
隆慶元年（1567年）海禁政策調整之後，海上貿易合法化範圍擴大，中國東南沿海相關事業之發展更加興盛。
主要之出口商品是瓷器和絲綢。1602年至1608年間，荷蘭東印度公司向歐洲市場供應約600萬件（製造於中國之）瓷器。 以菲律賓為根據地之西班牙商人自中國進口數量廣闊之各式商品。 一些中國人甚至在貿易熱潮中移民海洋東南亞地區，以充分利用商業機會。

## 氣候變化對經濟之影響
由於農業仍是經濟根本基礎，又極易受氣候變化影響，明朝經濟受小冰期等影響顯著。

## 影響
在16世紀至17世紀經濟高度發展之地區，明朝初年流傳至當時的社會風氣開始轉變。如蘇州吳江縣在天順年間初期風氣開始逐漸轉變，在弘治年間平民女性開始穿著命婦之服飾，在嘉靖年間多數人消費習慣傾向奢侈；當地店鋪商號眾多而聚集，且幾乎沒有未使用之土地，人們飲食精緻講究，衣服色彩亮麗耀眼，房屋華麗，各種聚會儀式場合競相比較華美盛大，手工業製品都極盡精巧。
在經濟發展程度較高地區，對於服飾、生活器物精美程度的競逐，由士大夫階級擴散到一般民眾。刊刻於萬曆六年（1578年）之《通州志》，紀錄了通州（今南通）地區風氣由弘治、正德時期至當時之變化；人們原先多著樣式顏色簡單之衣物，但在寫作當時，當地青年設法取得各地上等布料製作全身衣物，且樣式繁複、風格變化快速；在聚會上若不打扮亮麗，容易引來眾人嘲笑遠避。素色且樣式簡單之傳統衣物，不再出現於商店之中。地位低下的男子，也開始穿戴方頭巾等服飾，無視於有關規定。許多以演戲為業的人、在衙門任職之差役或衙役、擔貨販售之小販等，都開始著雲頭履。 家中餘糧甚少者，也對於穿著樸素的衣服感到羞恥。 沒有經濟能力購買高級布料者，則可購得舊衣和舊布料，製作翻新，以向富人看齊。
社會風氣崇尚消費與展示等，刺激了產品品質和數量的提升，一些商品也因產量增加而價格下降，使得普通大眾也有機會購買。
對於此類現象，以及人們相處互動模式之變化等，許多知識份子紛紛加以批評，並表示嚮往明朝初期社會之（嚴格）遵守傳統（儒家）倫理規範之簡樸風氣，根據儒家典籍和開國訓示文件認為維持簡樸風氣和有關倫理秩序，是穩定社會和國家之根本措施，甚至倡議嚴格執行規則限制服飾和房屋的裝飾樣式和持有數量等。但是，在經濟高度發展之地區，也有知識份子開始思考探討有關議題，認為可以甚至應該改變傳統之作法（如價值觀、社會規範等）。
例如，陸楫認為治理應跟隨社會風氣的改變，且社會風氣之形成變易無關個人主觀意志，高度競逐消費及展示之社會風氣，是經濟高度發展之結果，此種風氣有助於經濟發展，因高度之消費會激發生產活動，提供更多工作機會。工作機會愈多，生產活動愈發達，民眾愈有經濟來源，生活水平隨之提升，接近往昔所認定之「奢靡」狀態。陸楫以當時之蘇州、杭州地區和浙東地區之社會發展情況作案例進行比較，指出高度消費為周邊產業帶來許多分享獲利的機會，使得當地的謀生機會增加，而相對符合傳統節儉價值觀的地區，卻因消費少而產業相對蕭條、謀生機會短少，甚至生活欠缺經濟來源、四處流蕩。
此外，一般大眾也開始在各方面追求與原先上流社會同等的生活方式，彼此間之差異逐漸縮小；但是，一些知識分子對此持傳統且負面之批評，認為社會階級秩序和界線遭破壞模糊。 心學等思想主張在普通大眾間之受歡迎和擴張，也與這些現象相關。
評書及有關文學創作文化等之興盛，很可能也與當時社會經濟旺盛發展有關。